# Roberto Antonione
Roberto Antonione (Novara, 15 giugno 1953) è un politico italiano.

## Biografia
Nato il 15 giugno 1953 a Novara, si è laureato in Medicina e Chirurgia e si è specializzato in odontoiatria, muovendo i suoi primi passi in Friuli-Venezia Giulia.
È sposato dal 1991 con Maura Antonione e ha una figlia nata nel 2002.

### In consiglio regionale
Alle elezioni regionali in Friuli-Venezia Giulia del 1993 si candida al consiglio regionale, con la Lista per Trieste, risultando eletto consigliere regionale, passando poi con Forza Italia. Dopo essere stato vicepresidente della Regione e assessore al lavoro dal 1994 al 1995, nel 1996 fu eletto presidente del Consiglio regionale.
Il 31 luglio 1998 fu eletto presidente della Regione Friuli Venezia Giulia, con la Casa delle Libertà.

### Senatore e coordinatore di Forza Italia
Alle elezioni politiche del 2001 viene candidato al Senato della Repubblica nel collegio uninominale di Gorizia, sostenuto dalla coalizione di centro-destra Casa delle libertà, risultando eletto senatore.
Con la successiva formazione del secondo governo Berlusconi, a giugno viene nominato sottosegretario di Stato al Ministero degli affari esteri, venendo poi confermato nel governo Berlusconi III con delega ai paesi dell'Est Europa.
Nel 2001 succede a Claudio Scajola come nuovo coordinatore nazionale di Forza Italia incarico che manterrà fino al 2003.
Rieletto senatore nel 2006, ricopre l'incarico di vice-capogruppo di Forza Italia al Senato.

### Deputato alla Camera
Alle elezioni politiche del 2008 viene eletto alla Camera dei deputati. Antonione è capogruppo del PdL in commissione Esteri ed è presidente della Delegazione italiana presso l'Assemblea parlamentare dell'iniziativa Centro-Europea.
Alle elezioni amministrative del 2011 è stato candidato alla carica di sindaco di Trieste, sostenuto da una coalizione di centro-destra costituita da Il Popolo delle Libertà, Partito Pensionati, Fiamma Tricolore e le liste civiche "Dipiazza per Trieste" e "Lista Antonione". Antonione ha incassato il sostegno di Marco Pannella, che ha invitato al voto disgiunto tra la lista civica Trieste cambia (che sostiene il centro sinistra con diversi radicali) e il candidato del PDL, a lungo iscritto ai Radicali italiani. Al ballottaggio, nonostante l'apparentamento della Lega Nord, ha ottenuto il 42,49% dei consensi. Roberto Cosolini del Partito Democratico ha quindi vinto le elezioni. Ha mantenuto l'incarico di consigliere comunale.

### L'abbandono del PdL
Il 1º novembre 2011, durante un'intervista alla trasmissione radiofonica La Zanzara, annuncia di voler uscire dal gruppo parlamentare del PdL e di non voler votare più la fiducia al governo Berlusconi IV.
Il 3 novembre 2011 firma, insieme a tre deputati già ex PdL Fabio Gava, Giustina Destro e Giancarlo Pittelli una lettera in cui invitano il premier Berlusconi ad agire da uomo di Stato e formare un nuovo Governo. La lettera è sottoscritta in modo inaspettato anche da due deputati ancora nel PdL considerati dei falchi berlusconiani per la loro fedeltà al premier e la totale condivisione del suo agire politico e personale come Isabella Bertolini e Giorgio Stracquadanio.
L'8 novembre 2011, è uno dei deputati della maggioranza che non vota il Rendiconto Generale dello Stato 2010 portando alla crisi del Governo Berlusconi IV e le rispettive dimissioni del premier.
Il 12 novembre 2011 Antonione lascia ufficialmente il gruppo alla Camera del Pdl. Lo stesso giorno fonda insieme a due deputati ex Pdl Giustina Destro e Fabio Gava (dimessosi dal Pdl lo stesso giorno), al deputato del Gruppo misto, non iscritto ad alcuna componente e anche lui ex Pdl Giancarlo Pittelli e all'ex capogruppo di Popolo e Territorio Luciano Mario Sardelli una nuova componente nel Gruppo misto denominata "Liberali per l'Italia-PLI" di cui Antonione diventa capogruppo e vicepresidente del Gruppo misto.
Nel 2012 alla componente si aggiungono altri 5 deputati ex PdL della componente Italia Libera usciti in dissenso dal gruppo rispetto alla linea di ostilità verso il Governo tecnico e il premier Monti tra cui Gaetano Pecorella, Isabella Bertolini, Giorgio Stracquadanio, Roberto Tortoli e Franco Stradella dando vita alla componente unitaria Italia Libera-Liberali per l'Italia-Partito Liberale Italiano di cui Antonione sarà capogruppo unico. Resta in Parlamento fino al marzo 2013.
Nel dicembre 2018 diventa segretario generale dell'Iniziativa centro europea (In C.E.).
Nel settembre 2024 diventa presidente del Collegio del Mondo Unito dell’Adriatico. 

## Incarichi parlamentari

### Senato della Repubblica
- Membro della 11ª Commissione Lavoro, previdenza sociale dal 22 giugno 2001 al 27 aprile 2006
- Membro della 3ª Commissione Affari esteri, emigrazione dal 6 giugno 2006 al 28 aprile 2008
- Membro della Commissione di inchiesta sull'uranio impoverito dal 18 novembre 2006 al 28 aprile 2008
- Membro sostituto del Comitato parlamentare per i procedimenti di accusa dal 12 giugno 2006 al 28 aprile 2008

### Camera dei Deputati
- Segretario della Delegazione Parlamentare presso l'Assemblea Parlamentare dell'Unione dell'Europa Occidentale dal 24 settembre 2008
- Membro della 3ª Commissione Affari esteri e comunitari dal 21 maggio 2008
- Membro della Delegazione Parlamentare presso l'Assemblea Parlamentare del COnsiglio d'Europa dal 24 settembre 2008